# L'Histoire de Keesh
L’Histoire de Keesh (titre original : The Story of Keesh ou Keesh, the Bear Hunter) est une nouvelle du Nord canadien de l'écrivain américain Jack London, publié aux États-Unis en 1907. En France, elle a paru pour la première fois en 1914.

## Historique
La nouvelle est publiée initialement dans le  Holiday Magazine for Children en janvier 1904, avant d'être reprise dans le recueil L'Amour de la vie en septembre 1907.

## Résumé
« ... Bok, mon père, était un grand chasseur. Moi aussi, moi son fils, j'irai chasser la viande qui me nourrira...Moi, Keesh, j'ai parlé ! »

Au bout de trois jours, Keesh revient au village avec une charge de viande fraiche et envoie les hommes chercher les restes d'une ourse et de deux oursons. « Ainsi commença le mystère de Keesh... »

## Éditions

### Éditions en anglais
- Keesh, the Bear Hunter, dans le Holiday Magazine for Children, janvier 1904.
- The Story of Keesh, dans le recueil Love of Life & Others Stories, New York ,The Macmillan Co, septembre 1907.

### Traductions en français
- L’Histoire de Keesh, traduction de Paul Wenz, Paris, Nouvelle Revue Française, juin 1914.
- Le Mystère de Keesh, traduction de Anne Dubouillon, in Mystère Magazine, Paris, 1969.
- L’Histoire de Keesh, traduit par Marc Chénetier, Gallimard,2016[2].
- Jack London, L'Amour de la vie, Paris, Gallimard, coll. « 10/18 », 1914, 317 p. (ISBN 2-264-00-819-9).

## Source
- « Bibliographie de Jack London », sur jack-london.fr (consulté le 19 février 2024)